# سردنیایا پولتاوکا
سردنیایا پولتاوکا (به لاتین: Srednyaya Poltavka) یک منطقهٔ مسکونی در روسیه است که در استان آمور واقع شده‌است.